# مستوى تحت الأضلاع
المُسْتَوَى تَحْتَ الأَضْلاع (بالإنجليزية: Subcostal plane)‏، هو إحدى المستويات المستعرضة التشريحية، والذي يقسم الجسم عند مستوى الحافة الضلعية العاشرة وجسم الفقرة القطنية الثالثة (L3).

## روابط خارجية
- http://www.liv.ac.uk/HumanAnatomy/phd/mbchb/travel/surface1.html
- http://www.qub.ac.uk/cskills/Abd%20exam.htm